# Пораж
Пораж (пол. Poraż) — лемківське село в Польщі, у гміні Загір'я Сяноцького повіту Підкарпатського воєводства.
Населення — 1325 осіб (2011).

## Розташування
Лежить за 5 км на південний захід від Загір'я, 8 км на південь від Сяніка та 63 км на південь від Ряшева.

## Історія
20 лютого 1383 р. королева Марія I надала село Юзефу Оляху, його братові Матієві та доньці Муссаці. У документі від 1468 описано про проведення межі між селами Чашин, Пораж та Морохів. У 1536 р. в селі засновано римо-католицьку парафію, яка надалі стала осередком латинізації і полонізації русинів.
Взимку 1846 р. село брало активну участь у Галицькому повстанні.
У 1887 році село нараховувало 99 будинків і 649 мешканців (639 римо-католиків, 2 греко-католики і 8 юдеїв).
У міжвоєнний період село належало до Ліського повіту Львівського воєводства. В 1934—1939 рр. село було у складі ґміни Лукове.
13 вересня 1944 року під час Карпатсько-Дукельської військової операції село зайняли частини радянського 67 стрілецького корпусу і 107 стрілецької дивізії.
У 1975—1998 роках село належало до Кросненського воєводства.

## Демографія
Демографічна структура станом на 31 березня 2011 року:
|          | Загалом | Допрацездатний вік | Працездатний вік | Постпрацездатний вік |
| -------- | ------- | ------------------ | ---------------- | -------------------- |
| Чоловіки | 689     | 148                | 473              | 68                   |
| Жінки    | 636     | 124                | 381              | 131                  |
| Разом    | 1325    | 272                | 854              | 199                  |